# Драга Ирена!
Драга Ирена! је југословенски филм из 1970. године. Режирао га је Никола Стојановић, а сценарио је писао Никола Стојановић.

## Радња
Марко, Драган, Мишко и Ћутко другови су још од гимназије. Марков отац нестао је у рату као херој. Марко осећа немир због амбиција да и сам буде у нечему изнад осталих, али му недостатак воље и несређен емотивни живот за тоне дају прилику.
Упознаје Ирену, девојку с медицине, коју је Драган планирао за своје донжуанске подухвате.
Истовремено, другови одозго сматрају да би било згодно да тај талентовани момак (Марко је апсолвент архитектуре) ради на урбанистичком пројекту насеља које би носило име његовог оца.Марко прихвата као згодну тезгу.
На Драганово разочарење, Маркова емотивна веза са Иреном се учвршћује.
Мишко, после једне утакмице и несретног лома ноге, мора апстинирати од фудбала.
Лола користи тај тренутак да се њихова веза крунише браком. Драган стиже из војске на ванредно одсуство ради полагања испита. Чопор се за тренутак обједињује ради заједничког излета на којем Ирена ставља до знања Марку да је трудна.
Марко јој предлаже да абортира, што Ирена одбија. Марко осети самоћу и враћа се Ирени која га дочекује хладно објаснивши да га је лагала. Не схватајући пораз, Марко не реагује чак кад Ирена пред њим крене у загрљај његовом пријатељу Ћутку.

## Улоге
| Глумац         | Улога  |
| -------------- | ------ |
| Магда Федор    | Ирена  |
| Петар Божовић  | Марко  |
| Драгомир Чумић | Драган |
| Фарук Беголи   | Мишко  |
| Маринко Шебез  | Ћутко  |
| Дина Рутић     |        |